# Forêts des basses-terres de l'Est des Grands Lacs
Localisation
Les forêts des basses terres de l'est des Grands Lacs sont une écorégion terrestre nord-américaine du type Forêts tempérées d'arbres à feuilles caduques du World Wildlife Fund

## Répartition
Les forêts des basses terres de l'est des Grands Lacs croissent dans les régions de faible altitude de l'État de New York, du Vermont, du sud du Québec dans la vallée du Saint-Laurent et dans le sud de l'Ontario entre les lacs Ontario, Huron et la baie Georgienne.

## Climat
Les étés de cette écorégion sont généralement chauds et les hivers sont froids accompagnés de précipitations de neige.  La température moyenne annuelle varie entre 4,5⁰C et 6⁰C.  La température estivale moyenne oscille autour de 20⁰C et la température hivernale moyenne varie entre -4,5⁰C et -7⁰C.  Les précipitations annuelles se situent généralement entre 700 mm et 1000 mm.

## Caractéristiques biologiques

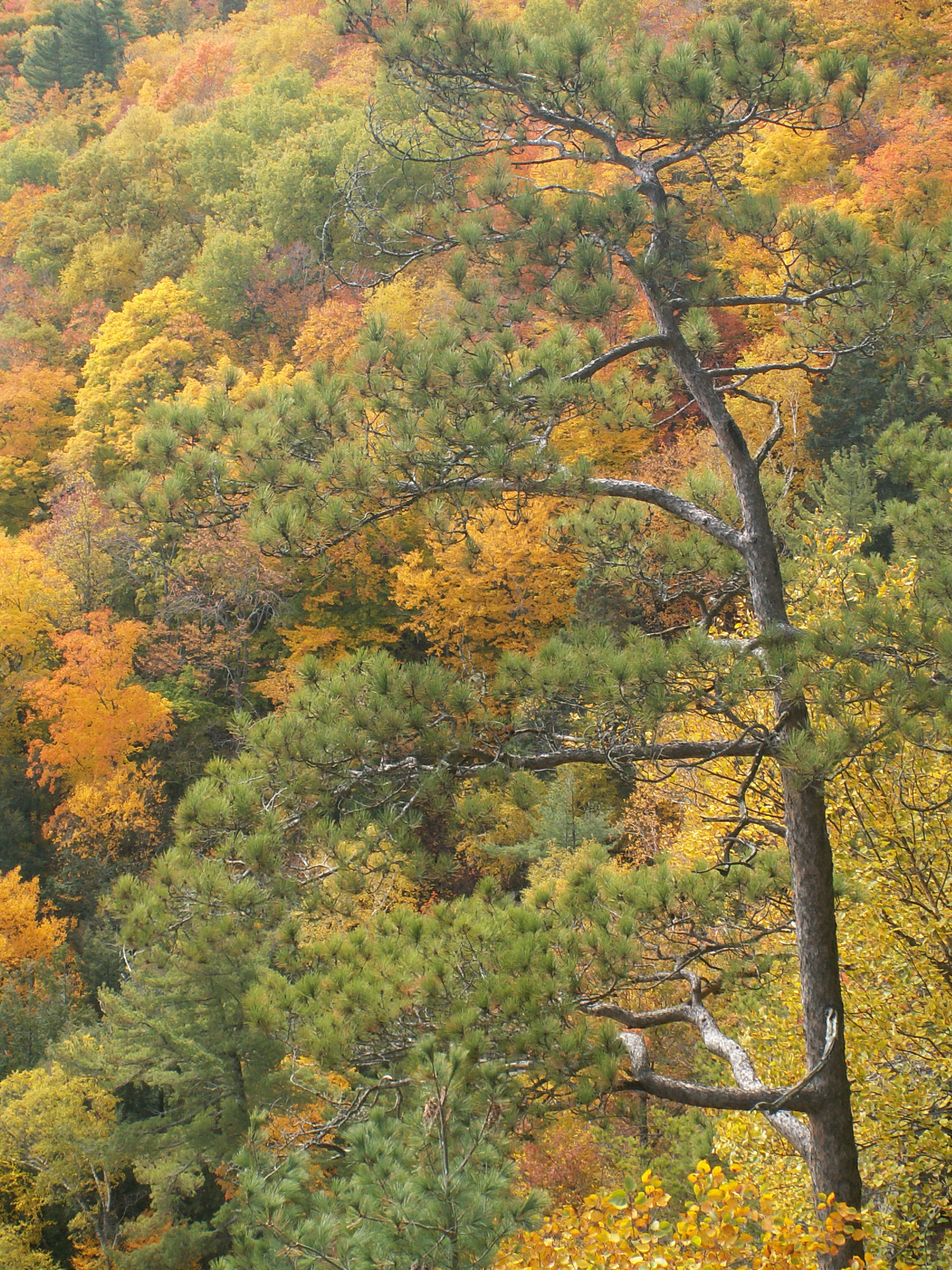
Pin rouge (pinus resinosa)

Les forêts de cette écorégion se composent principalement d'Érables à sucre, d'Érables rouges, de Chênes rouges, de Hêtres d'Amérique, de Bouleaux jaunes, de Pins rouges, de Pins blancs, de Pruches du Canada, de Thuyas d'Occident, d'ormes, de frênes, de Peupliers faux-tremble, de Bouleaux à papier et de Peupliers deltoïdes.
Les forêts des basses terres de l'est des Grands Lacs abritent plusieurs phénomènes écologiques ou évolutionnaires rares ou distinctifs.  Le relief peu accidenté favorise la formation de divers milieux humides, de forêts marécageuses et de tourbières minérotrophes et ombrotrophes.  Les alvars de l'Amérique du Nord se trouvent principalement dans cette écorégion. Les Thuyas d'Occident les plus vieux de l'est du continent (700 à 800 ans) se retrouvent sur l'escarpement du Niagara.  Au Québec, la vallée du Saint-Laurent abrite les populations les plus septentrionales de plusieurs espèces végétales. Les espèces habitant les marais longeant le fleuve possèdent un haut taux d'endémisme.

## Conservation
Plus de 95 % des habitats des forêts des basses terres de l'est des Grands Lacs ont été perdus à la suite de l'urbanisation intense de cette région ainsi que par la pollution du fleuve Saint-Laurent. L'agriculture occupe également une large part du territoire. Les habitats sont très fragmentés : aucun des aires protégées ou des fragments restants ne dépasse 250 km2 en superficie.